# Liste der ehemaligen Eisenbahnstrecken in Japan
Dies ist die Liste der ehemaligen Eisenbahnstrecken in Japan, auf denen Personen- und/oder Güterverkehr durchgeführt wurde. Sie ist nach den Regionen Japans geordnet und wird wie folgt gegliedert:
- Name der Strecke: selbsterklärend (einige Namen sind unverbindliche Übersetzungen ins Deutsche)
- Bahngesellschaft: Letzter Betreiber der betreffenden Strecke (üblicherweise wird der japanische Originalname genannt)
- Spurweite: Gibt die Breite der Gleise an. In Japan überwiegt eindeutig die Kapspur von 1067 mm, während die Normalspur von 1435 mm kaum verbreitet ist.
- Länge: Gibt die Streckenlänge im Kilometern an.
- Stromsystem: Nennt das verwendete Bahnstromsystem auf der Strecke (= steht für Gleichspannung, ~ für Wechselspannung, nichtelektrifizierte Strecken werden mit – gekennzeichnet).
- von: Jahr der Eröffnung
- bis: Jahr der Stilllegung
- Anmerkungen: Besondere Angaben zur Strecke

## Chūbu
| Name der Strecke          | Bahngesellschaft             | Spur- weite (in mm) | Länge (in km) | Strom- system | von  | bis  | Anmerkungen                             |
| ------------------------- | ---------------------------- | ------------------- | ------------- | ------------- | ---- | ---- | --------------------------------------- |
| Abe-Kleinbahn             | Abe Tetsudō                  | 0762                | 009,4         | –             | 1916 | 1934 |                                         |
| Akatani-Linie             | Japanische Staatsbahn        | 1067                | 018,9         | –             | 1925 | 1984 |                                         |
| Akaya-Grubenbahn          | Nittetsu Mining Co.          | 1067                | 004,2         | –             | 1925 | 1956 |                                         |
| Akiba-Linie               | Shizuoka Tetsudō             | 1067                | 013,2         | 600 V =       | 1902 | 1962 |                                         |
| Anjō-Zweiglinie           | Nagoya Tetsudō               | 1067                | 001,1         | 1500 V =      | 1939 | 1951 |                                         |
| Anō-Bahn                  | Anō Tetsudō                  | 0762                | 019,6         | –             | 1914 | 1944 |                                         |
| Asanogawa-Linie           | Hokuriku Tetsudō             | 1067                | 001,3         | –             | 1929 | 1974 | Abschnitt Uchinada–Amagasaki-Kaigan     |
| Atami-Bahn                | Atami Tetsudō                | 0762                | 025,3         | –             | 1895 | 1924 | handbetriebene Bahn bis 1907            |
| Atsumi-Linie              | Nagoya Tetsudō               | 1067                | 002,8         | 1500 V =      | 1926 | 1954 | Abschnitt Mikawa-Tahara–Kurokawabara    |
| Awazu-Linie               | Hokuriku Tetsudō             | 1067                | 003,5         | 600 V =       | 1911 | 1962 |                                         |
| Bisai-Linie               | Nagoya Tetsudō               | 1067                | 003,8         | 1500 V =      | 1911 | 1944 | Abschnitt Tamanoi–Kisogawakō            |
| Chitetsu-Hauptlinie       | Toyama Chihō Tetsudō         | 1067                | 0?            | 1500 V =      | 1913 | 1932 | Abschnitt Gohyakukoku–Shin-Miyakawa     |
| Chūsei-Bahn               | Chūsei Tetsudō               | 0762                | 020,6         | –             | 1908 | 1943 |                                         |
| Dachi-Linie               | Tōnō Tetsudō                 | 1067                | 010,4         | 1500 V =      | 1922 | 1972 |                                         |
| Eiheiji-Linie             | Keifuku Denki Tetsudō        | 1067                | 024,6         | 600 V =       | 1925 | 2001 |                                         |
| Fuhoku-Kleinbahn          | Fuhoku Kidō                  | 0753                | 002,0         | –             | 1917 | 1928 |                                         |
| Fuji-Kleinbahn            | Fuji Kidō                    | 0610                | 019,6         | –             | 1909 | 1939 |                                         |
| Fushiki-Linie             | Kaetsunō Bus Co.             | 1067                | 002,9         | 600 V =       | 1948 | 1971 |                                         |
| Gotemba-Pferdebahn        | Gotemba Basha Tetsudō        | 0762                | 015,1         | –             | 1898 | 1929 |                                         |
| Hachiōji-Linie            | Kintetsu                     | 0762                | 001,7         | 750 V =       | 1912 | 1976 | Abschnitt Nishihino–Ise-Hachiōji        |
| Haku-Linie                | Expo 2005                    |                     | 001,6         |               | 2005 | 2005 | Spurbus während der Ausstellung         |
| Heisaka-Zweiglinie        | Nagoya Tetsudō               | 1067                | 004,5         | 600 V =       | 1914 | 1960 |                                         |
| Hekinan-Linie             | Kinuura Rinkai Tetsudō       | 1067                | 003,1         | –             | 1977 | 2006 | Abschnitt Hekinanshi–Gongenzaki         |
| Higashiyama Park Monorail | Verkehrsamt der Stadt Nagoya |                     | 000,5         | 600 V =       | 1964 | 1974 | Einschienenbahn                         |
| Hirui-Linie               | Seinō Tetsudō                | 1067                | 001,9         | –             | 1928 | 2006 |                                         |
| Hokusei-Linie             | Sangi Tetsudō                | 0762                | 000,7         | 750 V =       | 1915 | 1961 | Abschnitt Nishi-Kuwana–Kuwana-Kyōbashi  |
| Hongō-Kleinbahn           | Hongō Kidō                   |                     |               |               |      |      |                                         |
| Horinouchi-Bahn           | Horinouchi Kidō              | 0762                | 014,8         | –             | 1899 | 1935 |                                         |
| Iburiwashi-Linie          | Hokuriku Tetsudō             | 1067                | 003,4         | 600 V =       | 1911 | 1971 |                                         |
| Ichinomiya-Linie          | Nagoya Tetsudō               | 1067                | 007,1         | 1500 V =      | 1910 | 1941 |                                         |
| Ihara-Kleinbahn           | Ihara Tetsudō                | 0762                | 005,5         | –             | 1913 | 1916 |                                         |
| Iga-Linie                 | Kintetsu                     | 1067                | 009,7         | 1500 V =      | 1922 | 1964 | Abschnitt Iga-Kambe–Nishi-Nabari        |
| Iida-Linie                | Japanische Staatsbahn        | 1067                | 013,3         | 1500 V =      | 1936 | 1955 | alte Strecke Sakuma–Ōzore               |
| Ikeda-Bahn                | Ikeda Tetsudō                | 1067                | 006,9         | 1500 V =      | 1926 | 1938 |                                         |
| Imizu-Linie               | Toyama Chihō Tetsudō         | 1067                | 014,4         | 600 V =       | 1924 | 1980 |                                         |
| Ise-Linie                 | Kintetsu                     | 1067                | 039,4         | 1500 V =      | 1917 | 1961 |                                         |
| Ishikawa-Linie            | Hokuriku Tetsudō             | 1067                | 002,1         | 600 V =       | 1927 | 2009 | Abschnitt Tsurugi–Kaga-Ichinomiya       |
| Iwakura-Zweiglinie        | Nagoya Tetsudō               | 1067                | 005,5         | 1500 V =      | 1920 | 1964 |                                         |
| Kaetsu-Linie              | Kaetsunō Bus Co.             | 1067                | 019,5         | –             | 1915 | 1972 |                                         |
| Kachigawa-Linie           | Nagoya Tetsudō               | 1067                | 002,1         | –             | 1931 | 1937 |                                         |
| Kamikōchi-Linie           | Matsumoto Denki Tetsudō      | 1067                | 001,3         | 1500 V =      | 1922 | 1983 | Abschnitt Shin-Shimashima–Shinashima    |
| Kamioka-Kleinbahn         | Mitsui Mining                | 0610                | 019,9         | –             | 1915 | 1967 |                                         |
| Kamioka-Linie             | Kamioka Tetsudō              | 1067                | 023,9         | –             | 1966 | 2006 |                                         |
| Kanbara-Bahnlinie         | Kanbara Tetsudō              | 1067                | 021,9         | 600 V =       | 1923 | 1999 |                                         |
| Kaneishi-Linie            | Hokuriku Tetsudō             | 1067                | 007,6         | 600 V =       | 1898 | 1971 |                                         |
| Kasai-Linie               | Hamamatsu Denki Tetsudō      | 0762                | 002,4         | –             | 1914 | 1944 |                                         |
| Kasahara-Linie            | Tōnō Tetsudō                 | 1067                | 004,5         | –             | 1928 | 1978 |                                         |
| Katayamatsu-Linie         | Hokuriku Tetsudō             | 1067                | 002,7         | 600 V =       | 1914 | 1965 |                                         |
| Katsuyama-Eiheiji-Linie   | Keifuku Denki Tetsudō        | 1067                | 008,5         | 600 V =       | 1918 | 1974 | Abschnitt Katsuyama–Keifuku-Ōno         |
| Kijima-Linie              | Nagano Dentetsu              | 1067                | 012,9         | 1500 V =      | 1925 | 2002 |                                         |
| Kinmei-Linie              | Hokuriku Tetsudō             | 1067                | 016,8         | 600 V =       | 1926 | 1987 |                                         |
| Kiyosu-Linie              | Nagoya Tetsudō               | 1067                | 001,0         | 600 V =       | 1914 | 1944 |                                         |
| Komatsu-Linie             | Hokuriku Tetsudō             | 1067                | 005,9         | 600 V =       | 1929 | 1986 |                                         |
| Kitaena-Bahnlinie         | Kitaena Tetsudō              | 1067                | 022,6         | 600 V =       | 1924 | 1978 |                                         |
| Kōmyō-Bahn                | Kōmyō Denki Tetsudō          | 1067                | 019,6         | 1500 V =      | 1928 | 1936 |                                         |
| Koromo-Linie              | Nagoya Tetsudō               | 1067                | 013,0         | 1500 V =      | 1921 | 1962 |                                         |
| Kozakai-Zweiglinie        | Nagoya Tetsudō               | 1067                | 001,2         | 1500 V =      | 1926 | 1944 |                                         |
| Kubiki-Bahnlinie          | Kubiki Jidōsha               | 0762                | 015,0         | –             | 1914 | 1971 |                                         |
| Kusakaru-Bahn             | Kusakaru Denki Tetsudō       | 0762                | 055,5         | 600 V =       | 1915 | 1962 |                                         |
| Maruko-Linie              | Ueda Kōtsū                   | 1067                | 011,9         | 600 V =       | 1918 | 1969 |                                         |
| Maruoka-Linie             | Keifuku Denki Tetsudō        | 1067                | 007,6         | 600 V =       | 1915 | 1968 |                                         |
| Maruyama-Bahnlinie        | Maruyama Suiryoku            | 1067                | 004,1         | 600 V =       | 1952 | 1954 | nur beim Bau des Maruyama-Staudamms     |
| Matsusaka-Linie           | Mie Denki                    | 0762                | 023,0         | 600 V =       | 1912 | 1964 |                                         |
| Mikawa-Linie              | Nagoya Tetsudō               | 1067                | 016,4         | 1500 V =      | 1926 | 2004 | Abschnitt Hekinan–Kira Yoshida          |
| Mikawa-Linie              | Nagoya Tetsudō               | 1067                | 009,6         | 1500 V =      | 1928 | 2004 | Abschnitt Sanage–Nishi-Nakagane         |
| Mikuni-Linie              | Japanische Staatsbahn        | 1067                | 009,8         | 600 V =       | 1911 | 1972 | z. T. durch Mikuni-Awara-Linie ersetzt  |
| Mikuni-Awara-Linie        | Keifuku Denki Tetsudō        | 1067                | 002,6         | 600 V =       | 1932 | 1944 | Abschnitt Mikuni–Tōjinbōguchi           |
| Monkey Park Monorail      | Nagoya Tetsudō               |                     | 001,2         | 1500 V =      | 1962 | 2008 | Einschienenbahn                         |
| Nagaoka-Linie             | Echigo Kōtsū                 | 1067                | 039,2         | 750 V =       | 1915 | 1975 | Güterverkehr bis 1995                   |
| Nakaizumi-Kleinbahn       |                              |                     |               |               |      |      |                                         |
| Nakanomachi-Linie         | Hamamatsu Denki Tetsudō      | 0762                | 007,2         | –             | 1909 | 1937 |                                         |
| Nanao-Linie               | Eisenbahnministerium         | 1067                | 007,6         | –             | 1898 | 1925 | alte Strecke Tokuda–Nanaominato         |
| Nanao-Linie               | Noto Tetsudō                 | 1067                | 020,4         | –             | 1935 | 2001 | Abschnitt Anamizu–Wajima                |
| Nanetsu-Linie             | Fukui Tetsudō                | 1067                | 014,3         | 600 V =       | 1914 | 1981 |                                         |
| Nanzu-Pferdebahn          | Nanzu Basha Tetsudō          | 0762                | 004,1         |               | 1918 | 1957 |                                         |
| Nekata-Kleinbahn          | Nekata Kidō                  | 1067                | 017,3         | –             | 1890 | 1924 |                                         |
| Nishimaruko-Linie         | Ueda Kōtsū                   | 1067                | 008,6         | 750 V =       | 1926 | 1963 |                                         |
| Nishio-Linie              | Nagoya Tetsudō               | 1067                | 015,3         | 1500 V =      | 1911 | 1962 | alte Strecke Okazaki–Fukuchi            |
| Nomi-Linie                | Hokuriku Tetsudō             | 1067                | 016,7         | 600 V =       | 1925 | 1980 |                                         |
| Nogami-Linie              | Nogami Denki Tetsudō         | 1067                | 011,4         | 600 V =       | 1916 | 1994 |                                         |
| Noto-Linie                | Hokuriku Tetsudō             | 1067                | 025,5         | 600 V =       | 1925 | 1972 |                                         |
| Noto-Linie                | Noto Tetsudō                 | 1067                | 061,0         | –             | 1959 | 2005 |                                         |
| Nunobiki-Bahnlinie        | Nunobiki Denki Tetsudō       | 1067                | 007,6         | 600 V =       | 1926 | 1936 |                                         |
| Oberleitungsbus Nagoya    | Verkehrsamt der Stadt Nagoya |                     | 006,1         | 600 V =       | 1943 | 1951 |                                         |
| Ogoya-Bahnlinie           | Ogoya Tetsudō                | 0762                | 016,8         | –             | 1919 | 1977 |                                         |
| Ōi-Linie                  | Kitaena Tetsudō              | 1067                | 004,3         | –             | 1922 | 1940 |                                         |
| Okoshi-Linie              | Nagoya Tetsudō               | 1067                | 005,6         | 600 V =       | 1924 | 1953 |                                         |
| Okuyama-Linie             | Enshū Tetsudō                | 0762                | 025,7         | 600 V =       | 1914 | 1964 |                                         |
| Peachliner                | Tōkadai Shin-kōtsū           |                     | 007,4         | 750 V =       | 1991 | 2006 | Einschienenbahn                         |
| Renraku-Linie             | Hokuriku Tetsudō             | 1067                | 010,6         | 600 V =       | 1914 | 1971 |                                         |
| Sakagawa-Bahn             | Sakagawa Tetsudō             | 0762                | 010,5         | –             | 1926 | 1944 |                                         |
| Sanadasoehi-Linie         | Ueda Kōtsū                   | 1067                | 015,9         | 1500 V =      | 1927 | 1972 |                                         |
| Sasazu-Linie              | Toyama Chihō Tetsudō         | 1067                | 012,4         | 600 V =       | 1914 | 1975 |                                         |
| Seien-Kleinbahn           | Seien Tetsudō                | 0762                | 004,2         | –             | 1924 | 1937 |                                         |
| Seihō-Linie               | Fukui Tetsudō                | 1067                | 019,5         | 600 V =       | 1926 | 1973 |                                         |
| Senzu-Waldbahn            | Staatliche Forstbehörde      | 0762                | 045,8         | –             | 1931 | 1968 |                                         |
| Seto-Linie                | Nagoya Tetsudō               | 1067                | 006,3         | 1500 V =      | 1911 | 1976 | alte Strecke Horikawa–Yada              |
| Shima-Linie               | Kintetsu                     | 1067                | 000,3         | 1500 V =      | 1929 | 1969 | Abschnitt Kashikojima–Shinjukō          |
| Shimada-Bahn              | Shimada Kidō                 | 0762                | 002,9         | –             | 1898 | 1955 | handbetriebene Bahn, nur Güterverkehr   |
| Shimizukō-Linie           | Japanische Staatsbahn        | 1067                | 008,3         | –             | 1916 | 1984 |                                         |
| Shin’etsu-Hauptlinie      | JR East                      | 1067                | 011,2         | 1500 V =      | 1893 | 1997 | Abschnitt Yokokawa–Karuizawa            |
| Shōkin-Linie              | Hokuriku Tetsudō             | 1067                | 008,4         | 600 V =       | 1905 | 1955 |                                         |
| Straßenbahn Ena           | Iwamura Denki Kidō           | 1067                | 012,6         | 600 V =       | 1906 | 1935 |                                         |
| Straßenbahn Gifu          | Nagoya Tetsudō               | 1067                | 057,4         | 600 V =       | 1911 | 2005 |                                         |
| Straßenbahn Ise           | Mie Denki                    | 1067                | 014,0         | 600 V =       | 1903 | 1961 |                                         |
| Straßenbahn Kanazawa      | Hokuriku Tetsudō             | 1067                | 012,9         | 600 V =       | 1919 | 1967 |                                         |
| Straßenbahn Kōfu          | Yamanashi Keibentetsudō      | 0666                | 025,5         | –             | 1898 | 1928 |                                         |
| Straßenbahn Kuwana        | Kuwana Denki                 | 1067                | 001,0         | 600 V =       | 1927 | 1944 |                                         |
| Straßenbahn Matsumoto     | Matsumoto Denki Tetsudō      | 1067                | 005,3         | 750 V =       | 1924 | 1964 |                                         |
| Straßenbahn Nagoya        | Verkehrsamt der Stadt Nagoya | 1067                | 106,3         | 600 V =       | 1898 | 1974 |                                         |
| Straßenbahn Niigata       | Niigata Kōtsū                | 1067                | 036,1         | 1500 V =      | 1933 | 1999 |                                         |
| Straßenbahn Numazu        | Izuhakone Tetsudō            | 1067                | 006,6         | 600 V =       | 1906 | 1963 |                                         |
| Straßenbahn Okazaki       | Nagoya Tetsudō               | 1067                | 008,8         | 600 V =       | 1899 | 1962 |                                         |
| Straßenbahn Shizuoka      | Shizuoka Tetsudō             | 1067                | 004,6         | 600 V =       | 1928 | 1975 |                                         |
| Straßenbahn Ueda          | Ueda Onsen Densha            | 1067                | 011,4         | 600 V =       | 1921 | 1938 |                                         |
| Sun’en-Linie              | Shizuoka Tetsudō             | 0762                | 068,5         | –             | 1913 | 1970 |                                         |
| Taguchi-Linie             | Toyohashi Tetsudō            | 1067                | 022,6         | 1500 V =      | 1929 | 1968 |                                         |
| Takehana-Linie            | Nagoya Tetsudō               | 1067                | 006,7         | 1500 V =      | 1929 | 2001 | Abschnitt Egira–Ōsu                     |
| Tochio-Linie              | Echigo Kōtsū                 | 0762                | 026,5         | 750 V =       | 1915 | 1975 |                                         |
| Toyamakō-Linie            | JR West                      | 1067                | 008,0         | 1500 V =      | 1924 | 2006 | heute Nutzung durch Toyama Light Rail   |
| Tōkaidō-Hauptlinie        | Staatliche Eisenbahn         | 1067                | 0?            | –             | 1883 | 1899 | alte Strecke Sekigahara–Nagahama        |
| Tōkaidō-Hauptlinie        | Japanische Staatsbahn        | 1067                | 003,0         | 1500 V =      | 1899 | 1974 | Güterzweigstrecke zum Hafen Numazu      |
| Uonuma-Linie              | Japanische Staatsbahn        | 1067                | 012,6         | –             | 1911 | 1984 |                                         |
| Usui-Pferdebahn           | Usui Basha Tetsudō           | 0?                  | 019,1         | –             | 1888 | 1893 |                                         |
| Yahiko-Linie              | Japanische Staatsbahn        | 1067                | 007,9         | –             | 1927 | 1985 | Abschnitt Higashi-Sanjō–Echigo-Nagasawa |
| Yamanaka-Linie            | Hokuriku Tetsudō             | 1067                | 008,9         | 600 V =       | 1899 | 1971 |                                         |
| Yamashiro-Linie           | Hokuriku Tetsudō             | 1067                | 006,3         | 600 V =       | 1911 | 1971 |                                         |
| Yanagase-Linie            | Japanische Staatsbahn        | 1067                | 026,1         | –             | 1882 | 1964 |                                         |
| Yashiro-Linie             | Nagano Dentetsu              | 1067                | 024,4         | 1500 V =      | 1922 | 2012 |                                         |
| Yaotsu-Linie              | Nagoya Tetsudō               | 1067                | 007,3         | 1500 V =      | 1930 | 2001 |                                         |
| Yaizukan-Kleinbahn        | Fujieda Yaizukan Kidō        |                     |               |               |      |      |                                         |
| Yamanashi-Kōtsū-Bahnlinie | Yamanashi Kōtsū              | 1067                | 020,2         | 600 V =       | 1930 | 1962 |                                         |
| Zenkōuji-Hakuba-Bahn      | Zenkōuji-Hakuba Dentetsu     | 1067                | 007,4         | –             | 1921 | 1944 |                                         |

## Chūgoku
| Name der Strecke        | Bahngesellschaft             | Spur- weite (in mm) | Länge (in km) | Strom- system | von  | bis  | Anmerkungen                            |
| ----------------------- | ---------------------------- | ------------------- | ------------- | ------------- | ---- | ---- | -------------------------------------- |
| Bōseki-Bahn             | Bōseki Tetsudō               | 1067                | 18,8          | –             | 1919 | 1964 |                                        |
| Funaki-Bahn             | Funaki Tetsudō               | 1067                | 17,7          | –             | 1916 | 1961 |                                        |
| Hirose-Linie            | Ichibata Densha              | 1067                | 08,3          | 600 V =       | 1928 | 1960 |                                        |
| Hosshōji-Bahn           | Hosshōji Dentetsu            | 1067                | 17,9          | 600 V =       | 1924 | 1967 |                                        |
| Ikasa-Bahn              | Ikasa Tetsudō                | 1067                | 33,0          | –             | 1911 | 1971 |                                        |
| Isa-Kleinbahn           | Isa Kidō                     | 0762                | 02,6          | –             | 1922 | 1947 |                                        |
| Iwai-Bahn               | Iwai Chōei Kidō              | 0762                | 03,4          | –             | 1926 | 1944 |                                        |
| Katakami-Bahn           | Dowa Holdings                | 1067                | 33,8          | –             | 1923 | 1991 |                                        |
| Kibi-Linie              | Japanische Staatsbahn        | 1067                | 02,4          | –             | 1911 | 1944 | Zweigstrecke Bitchū-Takamatsu–Tōkayama |
| Kita-Matsue-Linie       | Ichibata Densha              | 1067                | 03,3          | 1500 V =      | 1926 | 1960 | Abschnitt Ichibata-guchi–Ichibata      |
| Kurayoshi-Linie         | Japanische Staatsbahn        | 1067                | 20,0          | –             | 1912 | 1985 |                                        |
| Mine-Linie              | JR West                      | 1067                | 02,8          | –             | 1905 | 1997 | Zweigstrecke Minami-Ōmine–Ōmine        |
| Nagato-Bahn             | Nagato Tetsudō               | 1067                | 18,2          | –             | 1918 | 1956 |                                        |
| Nishifutō-Linie         | Mizushima Rinkai Tetsudō     | 1067                | 00,8          | –             | 1962 | 2016 | nur Güterverkehr                       |
| Okayama-Hafenbahn       | Okayama Rinkō Tetsudō        | 1067                | 08,1          | –             | 1947 | 1984 |                                        |
| Saidaiji-Bahn           | Saidaiji Tetsudō             | 0914                | 11,4          | –             | 1911 | 1962 |                                        |
| Sanban-Bahn             | Sanban Tetsudō               | 0762                | 07,2          | –             | 1915 | 1931 |                                        |
| San’in-Hauptlinie       | Japanische Staatsbahn        | 1067                | 02,3          | –             | 1955 | 1982 | Güterzweigstrecke zum Hafen Hamada     |
| Sankō-Linie             | JR West                      | 1067                | 108,1         |               | 1930 | 2018 |                                        |
| Shimotsui-Bahnlinie     | Shimotsui Dentetsu           | 0762                | 21,0          | 600 V =       | 1913 | 1991 |                                        |
| Standseilbahn Okayama   | Chūgoku Inari Kōsaku Tetsudō | 1067                | 00,4          |               | 1929 | 1944 |                                        |
| Straßenbahn Iwakuni     | Iwakuni Denki Kidō           | 1067                | 05,7          | 600 V =       | 1909 | 1929 |                                        |
| Straßenbahn Kure        | Verkehrsamt der Stadt Kure   | 1067                | 11,3          | 600 V =       | 1909 | 1968 |                                        |
| Straßenbahn Shimonoseki | San’yō Denki Kidō            | 1067                | 17,6          | 600 V =       | 1926 | 1971 |                                        |
| Straßenbahn Yonago      | Yonago Densha Kidō           | 1067                | 07,7          | 600 V =       | 1925 | 1938 |                                        |
| Tachikue-Linie          | Ichibata Densha              | 1067                | 18,7          | –             | 1932 | 1964 |                                        |
| Taisha-Linie            | JR West                      | 1067                | 04,7          | –             | 1912 | 1990 |                                        |
| Tamano-Bahn             | Tamano Shiei Denki Tetsudō   | 1067                | 04,7          | 1500 V =      | 1953 | 1972 |                                        |
| Yamaguchi-Zweiglinie    | Dai Nippon Kidō              | 1067                | 12,9          | –             | 1908 | 1913 |                                        |

## Hokkaidō
| Name der Strecke             | Bahngesellschaft               | Spur- weite (in mm) | Länge (in km) | Strom- system | von  | bis  | Anmerkungen                                   |
| ---------------------------- | ------------------------------ | ------------------- | ------------- | ------------- | ---- | ---- | --------------------------------------------- |
| Aioi-Linie                   | Japanische Staatsbahn          | 1067                | 036,8         | –             | 1924 | 1985 |                                               |
| Ashibetsu-Grubenbahn         | Mitsubishi Materials           | 1067                | 009,5         | –             | 1949 | 1964 |                                               |
| Betsukai-Kleinbahn           | Betsukai Son’ei Kidō           | 0762                | 028,1         | –             | 1925 | 1971 |                                               |
| Bibai-Bahnlinie              | Mitsubishi Materials           | 1067                | 010,6         | –             | 1914 | 1972 |                                               |
| Bifuka-Kleinbahn             | Bifuka Chōei Kidō              | 0762                | 021,5         | –             | 1935 | 1962 |                                               |
| Bikō-Linie                   | Japanische Staatsbahn          | 1067                | 021,2         | –             | 1964 | 1985 |                                               |
| Chashinai-Grubenbahn         | Mitsubishi Materials           | 1067                | 002,0         | –             | 1952 | 1967 |                                               |
| Ebetsu-Kleinbahn             | Ebetsu Kidō                    | 0762                | 011,3         | –             | 1926 | 1936 |                                               |
| Esashi-Linie                 | JR Hokkaido                    | 1067                | 042,1         | –             | 1936 | 2014 | Abschnitt Kikonai–Esashi                      |
| Furusato-Ginga-Linie         | Hokkaidō Chihoku Kōgen Tetsudō | 1067                | 140,0         | –             | 1910 | 2006 |                                               |
| Futō-Linie                   | Kushiro Kaihatsu Futō          | 1067                | 002,1         | –             | 1946 | 1984 | nur Güterverkehr                              |
| Garuishi-Straßenbahn         | Garuishi Kidō                  | 0762                | 008,2         | –             | 1921 | 1937 |                                               |
| Haboro-Grubenbahn            | Haboro Tankō Tetsudō           | 1067                | 016,6         | –             | 1941 | 1970 |                                               |
| Haboro-Linie                 | Japanische Staatsbahn          | 1067                | 141,1         | –             | 1927 | 1987 |                                               |
| Hafenbahn Tomakomai          | Tomakomai Port Development Co. | 1067                | 010,2         | –             | 1968 | 2001 | nur Güterverkehr                              |
| Hamanaka-Kleinbahn           | Hamanaka Chōei Kidō            | 0762                | 034,1         | –             | 1927 | 1972 |                                               |
| Hayakita-Bahnlinie           | Hayakita Tetsudō               | 0762                | 018,0         | –             | 1904 | 1951 |                                               |
| Hidaka-Hauptlinie            | JR Hokkaido                    | 1067                | 116,0         | –             | 1913 | 2015 | Abschnitt Mukawa–Samani                       |
| Higashi-Asahikawa-Linie      | Asahikawa Denki Kidō           | 1067                | 009,7         | 600 V =       | 1929 | 1973 |                                               |
| Higashikawa-Linie            | Asahikawa Denki Kidō           | 1067                | 015,5         | 600 V =       | 1929 | 1973 |                                               |
| Higashimokoto-Kleinbahn      | Higashimokoto Kōtsū            | 0762                | 032,9         | –             | 1935 | 1965 |                                               |
| Hiroo-Linie                  | Japanische Staatsbahn          | 1067                | 084,0         | –             | 1929 | 1987 |                                               |
| Hokkaidō-Takushoku-Bahnlinie | Hokkaidō Takushoku Tetsudō     | 1067                | 054,3         | –             | 1928 | 1968 |                                               |
| Hokusei-Grubenbahn           |                                | 1067                | 002,8         | –             | 1918 | 1966 |                                               |
| Horonai-Linie                | JR Hokkaido                    | 1067                | 020,8         | –             | 1882 | 1987 |                                               |
| Horonobe-Kleinbahn           | Horonobe Chōei Kidō            | 0762                | 016,3         | –             | 1929 | 1971 |                                               |
| Iburi-Linie                  | Japanische Staatsbahn          | 1067                | 090,5         | –             | 1919 | 1986 |                                               |
| Iwanai-Linie                 | Japanische Staatsbahn          | 1067                | 014,9         | –             | 1912 | 1985 |                                               |
| Iwanai-Pferdebahn            |                                | 0762                | 017,4         | –             | 1905 | 1912 |                                               |
| Jōzankei-Bahnlinie           | Jōzankei Tetsudō               | 1067                | 027,2         | 1500 V =      | 1918 | 1969 |                                               |
| Kamiiso-Bahnlinie            | Taiheiyo Cement                | 1067                | 010,6         | –             | 1904 | 1989 | nur Güterverkehr                              |
| Kamikawa-Pferdebahn          |                                |                     |               |               |      |      |                                               |
| Kamisunagawa-Zweiglinie      | JR Hokkaido                    | 1067                | 007,3         | –             | 1918 | 1994 | Teil der Hakodate-Hauptlinie                  |
| Kayanuma-Grubenbahn          | Kayanuma Tankō                 | 1067                | 006,3         | –             | 1946 | 1962 | nur Güterverkehr                              |
| Kitami-Bahnlinie             | Kitami Takushoku Tetsudō       | 1067                | 008,9         | –             | 1930 | 1939 |                                               |
| Kōhin-Nordlinie              | Japanische Staatsbahn          | 1067                | 030,4         | –             | 1936 | 1985 |                                               |
| Kōhin-Südlinie               | Japanische Staatsbahn          | 1067                | 019,9         | –             | 1935 | 1985 |                                               |
| Kōmon-Kleinbahn              | Kōmon Kidō                     | 0762                | 028,0         | –             | 1943 | 1948 |                                               |
| Konpoku-Linie                | Japanische Staatsbahn          | 1067                | 012,8         | –             | 1957 | 1970 |                                               |
| Koshimizu-Kleinbahn          | Nippon Beet Sugar              | 0762                | 018,0         | –             | 1941 | 1952 |                                               |
| Kushiro-Bahnlinie            | Kushiro Tetsudō                | 1067                | 041,8         | –             | 1892 | 1896 | nur Güterverkehr                              |
| Manji-Linie                  | Japanische Staatsbahn          | 1067                | 023,8         | –             | 1914 | 1985 |                                               |
| Matsumae-Linie               | JR Hokkaido                    | 1067                | 050,8         | –             | 1937 | 1988 |                                               |
| Mayachi-Grubenbahn           | Hokkaidō Tankō Kisen           | 1067                | 004,4         | –             | 1913 | 1987 |                                               |
| Minamibibai-Zweiglinie       | JR Hokkaido                    | 1067                | 003,0         | –             | 1931 | 1973 | Teil der Hakodate-Hauptlinie                  |
| Mitsui Ashibetsu-Bahnlinie   | Mitsui Group                   | 1067                | 009,1         | –             | 1940 | 1989 |                                               |
| Mitsui Naie-Grubenbahn       | Mitsui Group                   | 1067                | 010,0         | –             | 1949 | 1967 |                                               |
| Nayoro-Hauptlinie            | JR Hokkaido                    | 1067                | 143,0         | –             | 1915 | 1989 |                                               |
| Nemuro-Takushoku-Linie       | Nemuro Takushoku Tetsudō       | 0762                | 015,5         | –             | 1929 | 1959 |                                               |
| Nishikō-Linie                | Kushiro Kaihatsu Futō          | 1067                | 001,7         | –             | 1977 | 1999 | nur Güterverkehr                              |
| Nissō-Grubenbahn             | Nippon Sōda                    | 1067                | 018,1         | –             | 1940 | 1972 | nur Güterverkehr                              |
| Obihiro-Linie                | Tokachi Tetsudō                | 0762                | 065,1         | –             | 1920 | 1959 |                                               |
| Ōji-Kleinbahn                | Ōji Seishi                     | 0762                | 038,1         | –             | 1908 | 1951 |                                               |
| Oshima-Küstenbahn            | Oshima Kaigan Tetsudō          | 1067                | 009,4         | –             | 1927 | 1945 |                                               |
| Ōyūbari-Bahnlinie            | Mitsubishi Materials           | 1067                | 017,2         | –             | 1929 | 1973 |                                               |
| Rinkō-Linie                  | Rumoi Tetsudō                  | 1067                | 003,3         | –             | 1930 | 1941 |                                               |
| Rinkō-Linie                  | Taiheiyō Sekitan Hanbai Yusō   | 1067                | 007,3         | –             | 1925 | 1986 | drei Teilstrecken                             |
| Rumoi-Hauptlinie             | JR Hokkaido                    | 1067                | 016,7         | –             | 1921 | 2016 | Abschnitt Rumoi–Mashike                       |
| Rumoi-Hauptlinie             | JR Hokkaido                    | 1067                | 035,7         | –             | 1921 | 2024 | Abschnitt Ishikari-Numata–Rumoi               |
| Sapporo-Kleinbahn            | Sapporo Kidō                   | 1067                | 010,8         | –             | 1910 | 1935 |                                               |
| Sapporo-Onsen-Straßenbahn    | Sapporo Onsen Denki Kidō       | 1067                | 001,8         | 600 V =       | 1928 | 1933 |                                               |
| Saru-Bahnlinie               | Saru Tetsudō                   | 0762                | 013,1         | –             | 1922 | 1951 |                                               |
| Sasshō-Linie                 | Japanische Staatsbahn          | 1067                | 034,9         | –             | 1931 | 1972 | Abschnitt Shin-Totsukawa–Ishikari-Numata      |
| Sasshō-Linie                 | JR Hokkaido                    | 1067                | 047,6         | –             | 1931 | 2020 | Abschnitt Shin-Totsukawa–Hokkaidō-Iryōdaigaku |
| Sekishō-Linie                | JR Hokkaido                    | 1067                | 014,5         | –             | 1907 | 1987 | Zweigstrecke Momojiyama–Noborikawa            |
| Sekishō-Linie                | JR Hokkaido                    | 1067                | 016,1         | –             | 1892 | 2019 | Zweigstrecke Shin-Yūbari–Yūbari               |
| Setana-Linie                 | Japanische Staatsbahn          | 1067                | 048,4         | –             | 1929 | 1987 |                                               |
| Shibecha-Kleinbahn           | Shibecha Chōei Kidō            | 0762                | 030,7         | –             | 1955 | 1971 |                                               |
| Shikubetsu-Bahnlinie         | Yūbetsu Tetsudō                | 1067                | 044,1         | –             | 1923 | 1984 |                                               |
| Shibetsu-Kleinbachn          | Shibetsu Kidō                  | 0762                | 021,4         | –             | 1920 | 1959 |                                               |
| Shibetsu-Linie               | JR Hokkaido                    | 1067                | 116,9         | –             | 1933 | 1989 |                                               |
| Shihoro-Linie                | Japanische Staatsbahn          | 1067                | 078,3         | –             | 1925 | 1987 |                                               |
| Shinmei-Linie                | JR Hokkaido                    | 1067                | 121,8         | –             | 1924 | 1995 |                                               |
| Shimizu-Linie                | Tokachi Tetsudō                | 0762                | 040,0         | –             | 1921 | 1951 |                                               |
| Shiranuka-Linie              | Japanische Staatsbahn          | 1067                | 033,1         | –             | 1964 | 1983 |                                               |
| Shokotsu-Linie               | Japanische Staatsbahn          | 1067                | 034,3         | –             | 1923 | 1985 |                                               |
| Straßenbahn Asahikawa        | Asahikawa Shigai Kidō          | 1067                | 012,2         | 600 V =       | 1929 | 1956 |                                               |
| Straßenbahn Noboribetsu      | Noboribetsu Onsen Kidō         | 1067                | 008,6         | 600 V =       | 1915 | 1933 |                                               |
| Straßenbahn Ōnuma            | Ōnuma Dentetsu                 | 1067                | 028,5         | 600 V =       | 1929 | 1952 |                                               |
| Suttsu-Bahn                  | Suttsu Tetsudō                 | 1067                | 016,5         | –             | 1920 | 1972 |                                               |
| Tankō-Linie                  | Rumoi Tetsudō                  | 1067                | 017,6         | –             | 1930 | 1971 |                                               |
| Temiya-Linie                 | Japanische Staatsbahn          | 1067                | 002,8         | –             | 1880 | 1985 |                                               |
| Tenpoku-Linie                | Japanische Staatsbahn          | 1067                | 148,9         | –             | 1914 | 1989 |                                               |
| Teshio-Grubenbahn            | Teshio Tetsudō                 | 1067                | 025,4         | –             | 1941 | 1967 | nur Güterverkehr                              |
| Tomiuchi-Linie               | Japanische Staatsbahn          | 1067                | 082,5         | –             | 1922 | 1986 |                                               |
| Tōyako-Bahnlinie             | Tōyako Denki Tetsudō           | 1067                | 008,8         | 600 V =       | 1929 | 1941 |                                               |
| Tsunoda-Grubenbahn           |                                |                     |               |               |      |      |                                               |
| Utanobori-Kleinbahn          | Utanobori Chōei Kidō           | 0762                | 047,6         | –             | 1929 | 1970 |                                               |
| Utashinai-Linie              | JR Hokkaido                    | 1067                | 014,5         | –             | 1891 | 1988 |                                               |
| Yoichi-Uferbahn              | JR Hokkaido                    | 1067                | 002,8         | –             | 1932 | 1940 |                                               |
| Yūbari-Bahnlinie             | Yūbari Tetsudō                 | 1067                | 014,5         | –             | 1926 | 1975 |                                               |
| Yūbetsu-Kleinbahn            | Yūbetsu Kidō                   | 0762                | 006,2         | –             | 1928 | 1939 |                                               |
| Yūbetsu-Bahnlinie            | Yūbetsu Tetsudō                | 1067                | 010,8         | –             | 1920 | 1970 |                                               |
| Yūmō-Linie                   | Japanische Staatsbahn          | 1067                | 089,8         | –             | 1935 | 1987 |                                               |

## Kantō
| Name der Strecke                 | Bahngesellschaft                | Spur- weite (in mm) | Länge (in km) | Strom- system | von  | bis  | Anmerkungen                                  |
| -------------------------------- | ------------------------------- | ------------------- | ------------- | ------------- | ---- | ---- | -------------------------------------------- |
| Ahina-Linie                      | Seibu Tetsudō                   | 1067                | 03,2          | 1500 V =      | 1925 | 1963 | nur Güterverkehr                             |
| Aizawa-Linie                     | Tōbu Tetsudō                    | 1067                | 04,2          | 1500 V =      | 1920 | 1997 | nur Güterverkehr                             |
| Akagi-Standseilbahn              | Akagi Tozan Tetsudō             | 1067                | 01,0          |               | 1957 | 1968 |                                              |
| Akami-Kleinbahn                  | Akami Keibentetsudō             | 0762                | 06,4          | –             | 1915 | 1927 |                                              |
| Azuma-Kleinbahn                  | Azuma Kidō                      | 0762                | 21,3          | 550 V =       | 1910 | 1934 |                                              |
| Bushiyū-Bahn                     | Bushiyū Tetsudō                 | 1067                | 16,9          | –             | 1924 | 1938 |                                              |
| Chiyōshi-Yūran-Linie             | Chiyōshi Yūran Tetsudō          | 1067                | 05,9          | –             | 1913 | 1917 |                                              |
| Goryō-Linie                      | Keiō Dentetsu                   | 1372                | 06,3          | 600 V =       | 1931 | 1945 |                                              |
| Chiyūbu-Pferdebahn               | Chiyūbu Basha Tetsudō           | 0762                | 18,3          | –             | 1900 | 1917 |                                              |
| Daishi-Linie                     | Keikyū                          | 1072                | 03,5          | 1500 V =      | 1944 | 1970 | Abschnitt Kojimashinden–Sakuramoto           |
| Gyōda-Pferdebahn                 | Gyōda Basha Tetsudō             | 0?                  | 05,3          | –             | 1900 | 1923 |                                              |
| Iwahana-Kleinbahn                | Iwahana Keibentetsudō           | 1067                | 02,6          | –             | 1917 | 1945 | nur Güterverkehr                             |
| Haguro-Kleinbahn                 |                                 |                     |               | –             |      |      | nur Güterverkehr                             |
| Hitachi-Bahnlinie                | Hitachi Dentetsu                | 1067                | 18,1          | 600 V =       | 1928 | 2005 |                                              |
| Hitachi-Bergwerksbahn            | Hitachi                         | 0762                | 05,4          | –             | 1908 | 1960 | nur Güterverkehr                             |
| Ibaraki-Linie                    | Ibaraki Kōtsū                   | 1067                | 25,2          | –             | 1926 | 1971 |                                              |
| Ikaho-Standseilbahn              | Ikaho Kēburu Tetsudō            | 1067                | 02,0          |               | 1929 | 1966 |                                              |
| Inada-Bahn                       |                                 |                     |               | –             | 1896 | 1965 | nur Güterverkehr                             |
| Iruma-Pferdebahn                 | Iruma Basha Tetsudō             | 0762                | 10,2          | –             | 1894 | 1917 |                                              |
| Isumi-Kleinbahn                  | Isumi Kidō                      | 0610                | 15,5          | –             | 1912 | 1927 |                                              |
| Itsukaichi-Linie                 | Japanische Staatsbahn           | 1067                | 02,7          | 1500 V =      | 1925 | 1982 | Abschnitt Musashi-Itsukaichi–Musashi-Iwai    |
| Iwafune-Bahn                     | Iwafune Jinsha Tetsudō          | 0635                | 04,3          | –             | 1899 | 1916 | nur Güterverkehr                             |
| Iwama-Bahn                       |                                 |                     |               | –             | 1895 | 1915 | nur Güterverkehr                             |
| Jiyōnan-Bahn                     | Jiyōnan Denki Tetsudō           | 1067                | 04,8          | 600 V =       | 1926 | 1938 |                                              |
| Kabaho-Kōgyō-Bahn                | Kabaho Kōgyō                    | 0609                | 03,7          | –             | 1922 | 1954 | nur Güterverkehr                             |
| Kasama-Bahn                      | Kasama Jinsha Kidō              | 0610                | 01,4          | –             | 1915 | 1930 |                                              |
| Kashima-Bahnlinie                | Kashima Tetsudō                 | 1067                | 26,9          | –             | 1924 | 2007 |                                              |
| Kashima-Kleinbahn                | Kashima Kidō                    | 0762                | 17,5          | –             | 1924 | 1930 |                                              |
| Kinugawa-Linie                   | Jiyōsō Tsukuba Tetsudō          | 1067                | 06,0          | –             | 1923 | 1964 |                                              |
| Kitaōji-Linie                    | JR Freight                      | 1067                | 04,0          | –             | 1927 | 2014 | nur Güterverkehr                             |
| Kujūkuri-Bahn                    | Kujūkuri Tetsudō                | 0762                | 08,6          | –             | 1926 | 1961 |                                              |
| Jōbu-Bahn                        | Jōbu Tetsudō                    | 1067                | 06,1          | –             | 1942 | 1986 |                                              |
| Kaigan-Bahn                      | Kaigan Denki Kidō               | 1372                | 09,7          | 600 V =       | 1925 | 1937 |                                              |
| Keishi-Linie                     | Tōbu Tetsudō                    | 1067                | 06,3          | –             | 1943 | 1959 |                                              |
| Kitsuregawa-Bahn                 | Kitsuregawa Jinsha Kidō         | 0610                | 08,2          | –             | 1902 | 1918 |                                              |
| Koizumi-Linie                    | Tōbu Tetsudō                    | 1067                | 03,0          | –             | 1939 | 1976 | Güterzweigstrecke Nishi-Koizumi–Sengokugashi |
| Komagatake-Standseilbahn         | Izuhakone Tetsudō               | 1067                | 00,7          | ?             | 1957 | 2005 |                                              |
| Kumagaya-Linie                   | Tōbu Tetsudō                    | 1067                | 10,1          |               | 1943 | 1983 |                                              |
| Midono-Pferdebahn                | Midono Basha Tetsudō            | 0762                | 14,5          | –             | 1898 | 1921 |                                              |
| Mukōgaoka-Yūen Monorail          | Odakyū Dentetsu                 |                     | 01,1          | 600 V =       | 1966 | 2001 | Einschienenbahn                              |
| Muramatsu-Kleinbahn              | Muramatsu Kidō                  | 0762                | 03,6          | –             | 1926 | 1933 |                                              |
| Musashi Chūō Denki Tetsudō       | Keiō Dentetsu                   | 1067                | 08,4          | 600 V =       | 1929 | 1939 |                                              |
| Musashino-Stadionlinie           | Japanische Staatsbahn           | 1067                | 03,2          | 1500 V =      | 1951 | 1959 |                                              |
| Nabeyama-Bahn                    | Nabeyama Kidō                   | 0610                | 15,9          | –             | 1900 | 1960 |                                              |
| Nansō-Bahn                       | Nansō Tetsudō                   | 1067                | 12,2          | –             | 1930 | 1939 |                                              |
| Nasu-Kleinbahn                   | Nasu Kidō                       | 0762                | 05,2          | –             | 1908 | 1934 |                                              |
| Negoya-Linie                     | Tōbu Tetsudō                    | 1067                | 04,3          | –             | 1926 | 1967 | nur Güterverkehr                             |
| Nishi-Ōya-Linie                  | Tōbu Tetsudō                    | 1067                | 0?            | 1500 V =      | 1963 | 1984 |                                              |
| Noda-Bahn                        | Noda Jinsha Tetsudō             | 0762                | 03,5          | –             | 1900 | 1925 |                                              |
| Oberleitungsbus Kawasaki         | Verkehrsamt der Stadt Kawasaki  |                     | 07,3          | 600 V =       | 1951 | 1967 |                                              |
| Oberleitungsbus Tokio            | Verkehrsamt der Präfektur Tokio |                     | 51,3          | 600 V =       | 1952 | 1968 |                                              |
| Oberleitungsbus Yokohama         | Verkehrsamt der Stadt Yokohama  |                     | 0?            | 600 V =       | 1959 | 1972 |                                              |
| Ōgano-Linie                      | Tōbu Tetsudō                    | 1067                | 01,6          | 1500 V =      | 1929 | 1986 | nur Güterverkehr                             |
| Ōmiya-Linie                      | Seibu Tetsudō                   | 1372                | 12,8          | 600 V =       | 1906 | 1941 |                                              |
| Ōmori-Zweiglinie                 | Keikyū                          | 1435                | 00,7          | 600 V =       | 1901 | 1937 |                                              |
| Otome-Bahn                       | Otome Jinsha Kidō               | 0610                | 01,6          | –             | 1899 | 1917 | nur Güterverkehr                             |
| Ōya-Linie                        | Tōbu Tetsudō                    | 1067                | 38,7          | –             | 1897 | 1964 |                                              |
| Saitama-Präfekturbahn            | Saitama Kenei Tetsudō           | 0762                | 02,4          | –             | 1920 | 1957 | nur Güterverkehr                             |
| Satomi-Kleinbahn                 | Satomi Kidō                     | 0762                | 04,1          | –             | 1921 | 1932 |                                              |
| Senju-Pferdebahn                 | Senju Basha Tetsudō             | 0?                  | 0?            | –             | 1893 | 1896 |                                              |
| Shimogawara-Linie                | Japanische Staatsbahn           | 1067                | 09,4          | 1500 V =      | 1920 | 1976 |                                              |
| Shin-Okusawa-Linie               | Ikegami Denki Tetsudō           | 1067                | 01,4          | 600 V =       | 1928 | 1935 |                                              |
| Shirohige-Linie                  | Keisei Dentetsu                 | 1372                | 01,4          | 600 V =       | 1928 | 1936 |                                              |
| Shirota-Anschlusslinie           | Odakyū Dentetsu                 | 1067                | 0?            | 1500 V =      | 1945 | 1952 | nur Güterverkehr                             |
| Shōnan-Straßenbahn               | Shōnan Kidō                     | 0762                | 10,0          | –             | 1906 | 1937 |                                              |
| Sōka-Pferdebahn                  | Sōka Basha Tetsudō              | 0?                  | 0?            | –             | 1898 | 1901 |                                              |
| Standseilbahn Nikkō              | Tōbu Tetsudō                    | 1067                | 01,2          |               | 1932 | 1970 |                                              |
| Straßenbahn Honjō                | Honjō Denki Kidō                | 1067                | 07,1          | 600 V =       | 1915 | 1930 |                                              |
| Straßenbahn Kawasaki             | Verkehrsamt der Stadt Kawasaki  | 1435                | 06,7          | 600 V =       | 1944 | 1969 |                                              |
| Straßenbahn Maebashi             | Tōbu Tetsudō                    | 1067                | 48,0          | 600 V =       | 1890 | 1956 |                                              |
| Straßenbahn Mito                 | Mito Denki Tetsudō              | 0762                | 11,2          | –             | 1929 | 1938 |                                              |
| Straßenbahn Nasu                 | Shiobara Densha                 | 1067                | 14,6          | 550 V =       | 1912 | 1932 |                                              |
| Straßenbahn Nikkō                | Tōbu Tetsudō                    | 1067                | 10,6          | 600 V =       | 1910 | 1968 |                                              |
| Straßenbahn Odawara              | Hakone Tozan Tetsudō            | 1435                | 06,8          | 600 V =       | 1888 | 1956 |                                              |
| Straßenbahn Narita               | Narumune Denki Kidō             | 1372                | 05,3          | 600 V =       | 1910 | 1944 |                                              |
| Straßenbahn Tsuchiura            | Jōnan Denki Tetsudō             | 1067                | 04,1          | 600 V =       | 1926 | 1938 |                                              |
| Straßenbahn Yokohama             | Verkehrsamt der Stadt Yokohama  | 1372                | 50,0          | 600 V =       | 1904 | 1972 |                                              |
| Suihin-Linie                     | Ibaraki Kōtsū                   | 1067                | 20,5          | 600 V =       | 1922 | 1966 |                                              |
| Takasaka-Kōgaisoku-Linie         | Tōbu Tetsudō                    | 1067                | 05,5          | –             | 1955 | 1985 | nur Güterverkehr                             |
| Tako-Linie                       | Narita Tetsudō                  | 1067                | 30,2          | –             | 1911 | 1946 |                                              |
| Tamagawa-Linie                   | Tōkyū Dentetsu                  | 1372                | 13,4          | 600 V =       | 1907 | 1969 |                                              |
| Tōkatsu-Bahn                     | Tōkatsu Jinsha Tetsudō          | 0610                | 12,3          | –             | 1909 | 1918 |                                              |
| Tokio-Hafenlinie                 | Hafenamt Tokio                  | 1067                | 09,3          | –             | 1929 | 1989 |                                              |
| Tokugawa-Kawagishi-Linie         | Tōbu Tetsudō                    | 1067                | 03,2          | 1500 V =      | 1925 | 1968 | Güterzweigstrecke Kizaki–Hiratsukagashi      |
| Tone-Kleinbahn                   | Tone Kidō                       | 0762                | 21,3          | 550 V =       | 1911 | 1924 |                                              |
| Tōya-Bahn                        | Tōya Tetsudō                    | 1067                | 24,4          | –             | 1918 | 1968 |                                              |
| Tsukuba-Linie                    | Tsukuba Tetsudō                 | 1067                | 40,1          | –             | 1918 | 1987 |                                              |
| Utsunomiya-Luftwaffenbasis-Linie | Armee                           | 1067                | 11,7          | –             | 1942 | 1945 | nur Güterverkehr                             |
| Watarase-Keikoku-Linie           | Watarase Keikoku Tetsudō        | 1067                | 44,1          | –             | 1911 | 1989 |                                              |
| Yaita-Linie                      | Tōbu Tetsudō                    | 1067                | 23,5          | –             | 1924 | 1959 |                                              |
| Yachimata-Linie                  | Narita Tetsudō                  | 0600                | 13,8          | –             | 1914 | 1940 |                                              |
| Yatsu-Zweiglinie                 | Keisei Dentetsu                 | 1372                | 01,2          | 1200 V =      | 1927 | 1934 |                                              |
| Yokohama Dreamland Monorail      | Dream Transport                 |                     | 05,3          | 1500 V =      | 1966 | 1967 | Einschienenbahn                              |

## Kinki
| Name der Strecke            | Bahngesellschaft             | Spur- weite (in mm) | Länge (in km) | Strom- system | von  | bis  | Anmerkungen                              |
| --------------------------- | ---------------------------- | ------------------- | ------------- | ------------- | ---- | ---- | ---------------------------------------- |
| Aboshi-Bahn                 | Kitazawa Sangyō              | 1067                | 005,9         | –             | 1943 | 1987 | nur Güterverkehr                         |
| Akō-Bahn                    | Akō Tetsudō                  | 0762                | 012,7         | –             | 1921 | 1951 |                                          |
| Amagasaki-Hafenlinie        | Japanische Staatsbahn        | 1067                | 004,6         | 1500 V =      | 1891 | 1984 | Zweigstrecke der Fukuchiyama-Linie       |
| Amagasaki-Küstenlinie       | Hanshin Denki Tetsudō        | 1435                | 001,7         | 600 V =       | 1929 | 1962 |                                          |
| Arima-Linie                 | Eisenbahnministerium         | 1067                | 012,2         | –             | 1915 | 1943 |                                          |
| Atagosan-Bahn               | Atagosan Tetsudō             | 1435                | 003,4         | 600 V =       | 1929 | 1944 | daran anschließend Standseilbahn         |
| Awaji-Bahn                  | Awaji Kōtsū                  | 1067                | 023,4         | 600 V =       | 1922 | 1966 |                                          |
| Bantan-Linie                | Japanische Staatsbahn        | 1067                | 005,6         | –             | 1895 | 1986 | Abschnitt Himeji–Shikamakō               |
| Daibutsu-Linie              | Kansai Tetsudō               | 1067                | 009,9         | –             | 1898 | 1907 |                                          |
| Einschienenbahn Himeji      | Verkehrsamt der Stadt Himeji |                     | 001,6         | 600 V =       | 1966 | 1974 |                                          |
| Hanwa-Güterlinie            | JR Freight                   | 1067                | 011,3         | 1500 V =      | 1952 | 2009 | nur Güterverkehr                         |
| Hirano-Linie                | Nankai Denki Tetsudō         | 1435                | 003,7         | 600 V =       | 1914 | 1980 |                                          |
| Hyōgo-Rinkō-Linie           | Japanische Staatsbahn        | 1067                | 004,6         | –             | 1911 | 1984 | nur Güterverkehr                         |
| Hokutan-Bahn                | Hokutan Tetsudō              | 1067                | 012,4         | –             | 1923 | 1971 |                                          |
| Izushi-Bahn                 | Izushi Tetsudō               | 1067                | 011,2         | –             | 1929 | 1970 |                                          |
| Kaijō-Linie                 | Kita-Ōsaka Kyūkō Dentetsu    | 1067                |               | 1500 V =      | 1970 | 1970 | nur während der Weltausstellung          |
| Kajiya-Linie                | JR West                      | 1067                | 013,2         | –             | 1913 | 1990 |                                          |
| Kamitsutsui-Linie           | Hankyū Dentetsu              | 1435                | 000,9         | 600 V =       | 1920 | 1940 |                                          |
| Kaya-Bahn                   | Kaya Tetsudō                 | 1067                | 008,5         | –             | 1926 | 1985 |                                          |
| Kitano-Linie                | Hankyū Dentetsu              | 1435                | 000,8         | 600 V =       | 1910 | 1949 |                                          |
| Kōbe-Rinkō-Linie            | JR Freight                   | 1067                | 003,4         | 1500 V =      | 1907 | 2003 | nur Güterverkehr                         |
| Kōjaku-Bahnlinie            | Kōjaku Tetsudō               | 1067                | 053,2         | –             | 1921 | 1969 | Ersatz durch Kosei-Linie                 |
| Kokudō-Linie                | Hanshin Denki Tetsudō        | 1435                | 029,8         | 600 V =       | 1926 | 1975 |                                          |
| Maizurukō-Linie             | Japanische Staatsbahn        | 1067                | 001,8         | –             | 1904 | 1985 |                                          |
| Meishin-Bahn                | Meishin Densha               | 0762                | 006,0         | –             | 1929 | 1985 | nur Güterverkehr                         |
| Miki-Linie                  | Miki Tetsudō                 | 1067                | 006,6         | –             | 1916 | 2008 |                                          |
| Minoo-Standseilbahn         | Minoo Kōsaku Tetsudō         |                     | 000,1         |               | 1965 | 1993 |                                          |
| Monorail                    | Expo ’70                     |                     | 004,3         | ?             | 1970 | 1970 | Einschienenbahn während der Ausstellung  |
| Mukogawa-Linie              | Hanshin Denki Tetsudō        | 1435                | 0?            | 1500 V =      | 1943 | 1985 | Abschnitt Kōshienguchi–Mukogawa          |
| Myōken-Standseilbahn        | Nose Dentetsu                |                     | 000,6         | ?             | 1925 | 1944 |                                          |
| Naka-Maizuru-Linie          | Japanische Staatsbahn        | 1067                | 003,4         | –             | 1919 | 1972 |                                          |
| Noguchi-Linie               | Befu Tetsudō                 | 1067                | 004,4         | –             | 1921 | 1984 |                                          |
| Nord-Osaka-Linie            | Hanshin Denki Tetsudō        | 1435                | 004,3         | 600 V =       | 1914 | 1975 |                                          |
| Oberleitungsbus Hibarigaoka | Hanshin Denki Tetsudō        |                     | 001,3         | 600 V =       | 1928 | 1932 |                                          |
| Oberleitungsbus Kyōto       | Verkehrsamt der Stadt Kyōto  |                     | 005,2         | 600 V =       | 1932 | 1969 |                                          |
| Oberleitungsbus Osaka       | Verkehrsamt der Stadt Osaka  |                     | 038,3         | 600 V =       | 1953 | 1970 |                                          |
| Ōhama-Zweiglinie            | Nankai Denki Tetsudō         | 1435                | 001,6         | 600 V =       | 1912 | 1949 |                                          |
| Osaka-Rinkō-Linie           | JR Freight                   | 1067                | 008,7         | –             | 1928 | 2006 | nur Güterverkehr                         |
| Ōtsu-Linie                  | Japanische Staatsbahn        | 1067                | 002,2         | 1500 V =      | 1880 | 1969 | ursprünglich Teil der Tōkaidō-Hauptlinie |
| Sasayama-Linie              | Japanische Staatsbahn        | 1067                | 017,6         | –             | 1944 | 1972 |                                          |
| Shigisan-Kyūkō-Bahn         | Shigisan Kyūkō Dentetsu      | 1067                | 002,1         | 600 V =       | 1928 | 1944 |                                          |
| Straßenbahn Aboshi          | Banden Tetsudō               | 1435                | 017,1         | 600 V =       | 1909 | 1934 |                                          |
| Straßenbahn Kōbe            | Verkehrsamt der Stadt Kōbe   | 1435                | 035,6         | 600 V =       | 1910 | 1971 |                                          |
| Straßenbahn Kyōto           | Verkehrsamt der Stadt Kyōto  | 1067 1435           | 070,5 021,1   | 600 V =       | 1895 | 1978 |                                          |
| Straßenbahn Osaka           | Verkehrsamt der Stadt Osaka  | 1435                | 118,0         | 600 V =       | 1903 | 1969 |                                          |
| Straßenbahn Wakayama        | Nankai Denki Tetsudō         | 1067                | 005,4         | 600 V =       | 1909 | 1971 |                                          |
| Takasago-Linie              | Japanische Staatsbahn        | 1067                | 009,7         | –             | 1913 | 1984 | nur Güterverkehr                         |
| Tennōji-Zweiglinie          | Nankai Denki Tetsudō         | 1067                | 001,3         | 1500 V =      | 1900 | 1993 |                                          |
| Tsuchiyama-Linie            | Befu Tetsudō                 | 1067                | 004,1         | –             | 1923 | 1984 |                                          |
| Yōkaichi-Linie              | Ōmi Tetsudō                  | 1067                | 002,8         | 1500 V =      | 1930 | 1964 | Abschnitt Tarobbōgū-mae–Misono           |

## Kyūshū
| Name der Strecke          | Bahngesellschaft                 | Spur- weite (in mm) | Länge (in km) | Strom- system | von  | bis  | Anmerkungen                             |
| ------------------------- | -------------------------------- | ------------------- | ------------- | ------------- | ---- | ---- | --------------------------------------- |
| Asakura-Schmalspurbahn    | Asakura Kidō                     | 0914                | 32,2          | –             | 1908 | 1940 |                                         |
| Ashiya-Kleinbahn          | Ashiya Tetsudō                   | 0762                | 06,0          | –             | 1915 | 1932 |                                         |
| Ashiya-Linie              | Japanische Staatsbahn            | 1067                | 06,2          | –             | 1947 | 1961 |                                         |
| Bansei-Linie              | Minami Satsu Tetsudō             | 1067                | 02,7          | –             | 1916 | 1962 |                                         |
| Chikuhi-Linie             | Japanische Staatsbahn            | 1067                | 07,4          | –             | 1929 | 1983 | Abschnitt Higashi-Karatsu–Yamamoto      |
| Chikuhō-Bahn              | Chikuhō Tetsudō                  | 1067                | 03,8          | –             | 1915 | 1954 |                                         |
| Chiran-Linie              | Kagoshima Kōtsū                  | 1067                | 18,3          | –             | 1927 | 1985 |                                         |
| Chūō-Kleinbahn            | Chūō Kidō                        | 0914                | 12,7          | –             | 1921 | 1940 |                                         |
| Expo New City Car         | Expo ’75                         |                     | 01,4          | ?             | 1975 | 1976 | Einschienenbahn während der Ausstellung |
| Hakata-Rinkō-Linie        | JR Freight                       | 1067                | 03,7          | 20 kV 60 Hz ~ | 1942 | 1998 | nur Güterverkehr                        |
| Hichiku-Kleinbahn         | Hichiku Kidō                     | 0914                | 06,6          | –             | 1923 | 1934 |                                         |
| Hinata-Kleinbahn          | Hinata Kidō                      | 0762                | 23,1          | –             | 1927 | 1945 |                                         |
| Hitahikosan-Linie         | Japanische Staatsbahn            | 1067                | 06,5          | –             | 1933 | 1962 | Abschnitt Ishida–Higashi-Kokura         |
| Hōshū-Linie               | Ōita Kōtsū                       | 0762                | 15,5          | –             | 1914 | 1953 |                                         |
| Hososhima-Linie           | JR Freight                       | 1067                | 03,5          | –             | 1921 | 1993 | ab 1972 nur Güterverkehr                |
| Ita-Linie                 | Heisei Chikuhō Tetsudō           | 1067                | 03,6          | –             | 1898 | 1964 | Güterzweigstrecken bei Nakaizumi        |
| Itoman-Linie              | Okinawa Ken’ei Tetsudō           | 0762                | 15,0          | –             | 1923 | 1945 |                                         |
| Itoman-Pferdebahn         | Itoman Basha Kidō                | 0762                | 09,3          | –             | 1919 | 1935 |                                         |
| Josukō-Linie              | US Armed Forces                  | 1067                | 04,6          | –             | 1950 | 1978 |                                         |
| Kadena-Linie              | Okinawa Ken’ei Tetsudō           | 0762                | 22,4          | –             | 1922 | 1945 |                                         |
| Kairiku-Anschlusslinie    | Okinawa Ken’ei Tetsudō           | 0762                | 01,0          | –             | 1917 | 1945 |                                         |
| Kamiyamada-Linie          | JR Kyushu                        | 1067                | 25,9          | –             | 1895 | 1998 |                                         |
| Karatsu-Linie             | Japanische Staatsbahn            | 1067                | 04,1          | –             | 1912 | 1970 | Zweigstrecke Yamamoto–Kishidake         |
| Katsuki-Linie             | Japanische Staatsbahn            | 1067                | 03,5          | –             | 1908 | 1985 |                                         |
| Katsuta-Linie             | Japanische Staatsbahn            | 1067                | 13,8          | –             | 1918 | 1985 |                                         |
| Kitakyūshū-Bahn           | Hakata Denki Kidō                | 0914                | 20,8          | 600 V =       | 1910 | 1975 |                                         |
| Kōbukuro-Linie            | Japanische Staatsbahn            | 1067                | 11,7          | –             | 1894 | 1969 |                                         |
| Kokuraura-Linie           | Japanische Staatsbahn            | 1067                | 06,1          | –             | 1903 | 1916 |                                         |
| Kikuchi-Linie             | Kumamoto Denki Tetsudō           | 1067                | 13,5          | 600 V =       | 1913 | 1986 | Abschnitt Miyoshi–Kikuchi               |
| Kumamoto-Kleinbahn        | Kumamoto Keibentetsudō           | 0762                | 23,8          | –             | 1907 | 1920 |                                         |
| Kunisaki-Linie            | Ōita Kōtsū                       | 1067                | 30,3          | –             | 1922 | 1966 |                                         |
| Kurate-Kleinbahn          | Kurate Kidō                      | 0914                | 13,8          | –             | 1914 | 1938 |                                         |
| Kyūshū-Uhichiku-Linie     | Kyūshū Uhichiku Tetsudō          | 1067                | 13,6          | –             | 1920 | 1938 |                                         |
| Makurazaki-Linie          | Kagoshima Kōtsū                  | 1067                | 49,6          | –             | 1914 | 1984 |                                         |
| Miike-Linie               | Mitsui                           | 1067                | 18,6          | –             | 1891 | 1997 | nur Güterverkehr                        |
| Muroki-Linie              | Japanische Staatsbahn            | 1067                | 11,2          | –             | 1908 | 1985 |                                         |
| Miyada-Linie              | JR Kyushu                        | 1067                | 07,5          | –             | 1902 | 1989 |                                         |
| Miyajidake-Linie          | Nishi-Nippon Tetsudō             | 1067                | 09,9          | 600 V =       | 1927 | 2007 | z. T. durch Kaizuka-Linie ersetzt       |
| Miyanojo-Linie            | Japanische Staatsbahn            | 1067                | 66,1          | –             | 1924 | 1987 |                                         |
| Minamidaitō-Zuckerbahn    | Daitō Sugar Co.                  | 0762                | 27,2          | –             | 1902 | 1983 | nur Güterverkehr                        |
| Miyanoharu-Linie          | Japanische Staatsbahn            | 1067                | 26,6          | –             | 1937 | 1984 |                                         |
| Miyazaki-Kōtsū-Linie      | Miyazaki Kōtsū                   | 1067                | 20,0          | –             | 1913 | 1962 |                                         |
| Mizuma-Kleinbahn          | Mizuma Kidō                      | 0914                | 18,5          | –             | 1909 | 1930 |                                         |
| Nagasaki-Hauptlinie       | Japanische Staatsbahn            | 1067                | 01,1          | 20 kV 60 Hz ~ | 1930 | 1982 | Abschnitt Nagasaki–Nagasakiminato       |
| Nanchiku-Kleinbahn        | Nanchiku Kidō                    | 0914                | 17,2          | –             | 1903 | 1940 |                                         |
| Ōkawa-Linie               | Nishi-Nippon Tetsudō             | 1067                | 16,0          | –             | 1912 | 1966 |                                         |
| Okinawa-Kleinbahn         | Okinawa Kidō                     | 0762                | 17,7          | –             | 1914 | 1945 |                                         |
| Ōkuma-Kleinbahn           | Ōkuma Kidō                       | 0914                | 02,2          | –             | 1924 | 1933 |                                         |
| Ōkura-Linie               | Eisenbahnamt des Kabinetts       | 1067                | 11,5          | –             | 1891 | 1911 |                                         |
| Ōsumi-Linie               | Japanische Staatsbahn            | 1067                | 98,3          | –             | 1915 | 1987 |                                         |
| Ryōkichi-Kleinbahn        | Ryōkichi Kidō                    | 0914                | 18,4          | –             | 1912 | 1938 |                                         |
| Saga-Linie                | Japanische Staatsbahn            | 1067                | 24,1          | –             | 1935 | 1987 |                                         |
| Saganoseki-Linie          | JX Metals                        | 0762                | 09,2          | –             | 1933 | 1960 |                                         |
| Sechibaru-Linie           | Japanische Staatsbahn            | 1067                | 06,7          | –             | 1933 | 1971 |                                         |
| Shibushi-Linie            | Japanische Staatsbahn            | 1067                | 38,6          | –             | 1923 | 1987 |                                         |
| Shimabara-Bahnlinie       | Shimabara Tetsudō                | 1067                | 35,3          | –             | 1922 | 2008 | Abschnitt Shimabara-gaikō–Kazusa        |
| Shiromi-Kleinbahn         | Shiromi Kidō                     | 0610                | 11,1          | –             | 1925 | 1949 | nur Güterverkehr                        |
| Soeda-Linie               | Japanische Staatsbahn            | 1067                | 12,1          | –             | 1915 | 1985 |                                         |
| Städtische Bahn Arao      | Arao                             | 1067                | 05,1          | 500 V =       | 1949 | 1964 |                                         |
| Straßenbahn Fukuoka       | Nishi-Nippon Tetsudō             | 1067 1435           | 29,2          | 600 V =       | 1910 | 1979 |                                         |
| Straßenbahn Hita          | Chikugo Kidō                     | 0914                | 51,5          | –             | 1903 | 1929 |                                         |
| Straßenbahn Kitakyūshū    | Nishi-Nippon Tetsudō             | 1435                | 44,3          | 600 V =       | 1911 | 2000 |                                         |
| Straßenbahn Kurume        | Nishi-Nippon Tetsudō             | 1435                | 12,3          | 600 V =       | 1913 | 1958 |                                         |
| Straßenbahn Kyū-Wakamatsu | Verkehrsamt der Stadt Kitakyūshū | 1067                | 04,0          | 600 V =       | 1936 | 1975 | nur Güterverkehr                        |
| Straßenbahn Okinawa       | Okinawa Denki                    | 1067                | 06,9          | 500 V =       | 1914 | 1933 |                                         |
| Straßenbahn Ōita          | Ōita Kōtsū                       | 1067                | 18,4          | 600 V =       | 1900 | 1972 |                                         |
| Straßenbahn Ōmuta         | Nishi-Nippon Tetsudō             | 1435                | 04,7          | 600 V =       | 1927 | 1954 |                                         |
| Straßenbahn Saga          | SAga Denki Kidō                  | 1067                | 07,5          | 600 V =       | 1913 | 1937 |                                         |
| Straßenbahn Ureshino      | Hizen Denki Tetsudō              | 1067                | 09,7          | 600 V =       | 1913 | 1931 |                                         |
| Sumiyoshi-Kleinbahn       | ?                                | ?                   | 01,7          | –             | 1914 | 1929 |                                         |
| Takachiho-Linie           | Takachiho Tetsudō                | 1067                | 50,0          | –             | 1935 | 2005 |                                         |
| Tokuriki-Kleinbahn        | Tokuriki Kidō                    | 0914                | 03,1          | –             | 1923 | 1925 |                                         |
| Tsuma-Linie               | Japanische Staatsbahn            | 1067                | 19,3          | –             | 1913 | 1984 |                                         |
| Tsuyazaki-Kleinbahn       | Hakatawan Tetsudō Kisen          | 0914                | 03,9          | –             | 1907 | 1939 |                                         |
| Unoshima-Kleinbahn        | Unoshima Tetsudō                 | 0762                | 17,7          | –             | 1914 | 1936 |                                         |
| Unzen-Bahn                | Unzen Tetsudō                    | 1067                | 17,3          | –             | 1923 | 1938 |                                         |
| Urushio-Linie             | Japanische Staatsbahn            | 1067                | 07,9          | –             | 1913 | 1986 |                                         |
| Usasangū-Linie            | Ōita Kōtsū                       | 1067                | 08,8          | –             | 1916 | 1965 |                                         |
| Usunōra-Linie             | Japanische Staatsbahn            | 1067                | 03,8          | –             | 1931 | 1971 |                                         |
| Yabakei-Linie             | Ōita Kōtsū                       | 1067                | 36,1          | –             | 1913 | 1975 |                                         |
| Yabe-Linie                | Japanische Staatsbahn            | 1067                | 19,7          | –             | 1945 | 1985 |                                         |
| Yamaga-Onsen-Bahn         | Yamaga Onsen Tetsudō             | 1067                | 20,3          | –             | 1917 | 1965 |                                         |
| Yamano-Linie              | JR Kyushu                        | 1067                | 55,7          | –             | 1921 | 1988 |                                         |
| Yanagawa-Kleinbahn        | Yanagawa Kidō                    | 0914                | 07,6          | –             | 1911 | 1932 |                                         |
| Yonabaru-Linie            | Okinawa Ken’ei Tetsudō           | 0762                | 09,4          | –             | 1914 | 1945 |                                         |
| Yūen-Bahn                 | Yūen Tetsudō                     | 1067                | 28,6          | –             | 1915 | 1964 |                                         |
| Yunoki-Linie              | Japanische Staatsbahn            | 1067                | 03,9          | –             | 1920 | 1967 |                                         |
| Yūtoku-Kleinbahn          | Yūtoku Kidō                      | 0914                | 24,2          | –             | 1904 | 1931 |                                         |

## Shikoku
| Name der Strecke        | Bahngesellschaft                 | Spur- weite (in mm) | Länge (in km) | Strom- system | von  | bis  | Anmerkungen                       |
| ----------------------- | -------------------------------- | ------------------- | ------------- | ------------- | ---- | ---- | --------------------------------- |
| Aki-Linie               | Tosa Denki Tetsudō               | 1067                | 26,8          | 600 V =       | 1924 | 1974 |                                   |
| Betsuko-Minenbahn       | Sumitomo Kinzoku Kōzan           | 0762                | 05,5          | –             | 1893 | 1911 | nur Güterverkehr                  |
| Hashikura-Standseilbahn | Hashikura Tozan Tetsudō          | 1067                | 00,4          |               | 1930 | 1944 |                                   |
| Kabe-Linie              | Sumitomo Kinzoku Kōzan           | 0762                | 10,3          | 600 V =       | 1893 | 1977 |                                   |
| Kajiyabara-Linie        | Japanische Staatsbahn            | 1067                | 06,9          | –             | 1923 | 1972 |                                   |
| Komatsushima-Linie      | Japanische Staatsbahn            | 1067                | 01,9          | –             | 1913 | 1985 |                                   |
| Kotohira-Kyūko-Linie    | Kotohira Kyūkō Dentetsu          | 1067                | 15,7          | 600 V =       | 1930 | 1944 |                                   |
| Kōtoku-Linie            | JR Shikoku                       | 1067                | 05,8          | –             | 1916 | 1935 | Abschnitt Yoshinari–Furukawa      |
| Morimatsu-Linie         | Iyo Tetsudō                      | 1067                | 04,4          | –             | 1896 | 1965 |                                   |
| Mugi-Linie              | Japanische Staatsbahn            | 1067                | 02,1          | –             | 1916 | 1961 | Güterzweigstrecke Hanoura–Furushō |
| Shido-Linie             | Takamatsu-Kotohira Denki Tetsudō | 1435                | ?             | 1500 V =      | 1915 | 1957 | Abschnitt Kawaramachi–Kōen-mae    |
| Shinai-Linie            | Takamatsu-Kotohira Denki Tetsudō | 1435                | 02,4          | 600 V =       | 1917 | 1957 |                                   |
| Shionoe-Linie           | Takamatsu-Kotohira Denki Tetsudō | 1435                | 16,2          | –             | 1929 | 1941 |                                   |
| Tokushima-Linie         | Japanische Staatsbahn            | 1067                | 06,0          | –             | 1900 | 1914 | Abschnitt Awa-Yamakawa–Funato     |
| Yanase-Waldbahn         | Yanase Shinrin Tetsudō           | 0762                | 82,9          | –             | 1895 | 1964 |                                   |
| Yashima-Standseilbahn   | Yashima Tozan Tetsudō            | 1067                | 00,8          |               | 1929 | 2005 |                                   |

## Tōhoku
| Name der Strecke       | Bahngesellschaft              | Spur- weite (in mm) | Länge (in km) | Strom- system | von  | bis  | Anmerkungen                           |
| ---------------------- | ----------------------------- | ------------------- | ------------- | ------------- | ---- | ---- | ------------------------------------- |
| Akai-Kleinbahn         |                               |                     |               |               |      |      |                                       |
| Akaya-Bahn             | Matsuyama Jinsha Kidō         | 0610                | 01,9          | –             | 1919 | 1926 |                                       |
| Akita-Chūō-Kōtsū-Linie | Akita Chūō Kōtsū              | 1067                | 03,8          | 600 V =       | 1922 | 1969 |                                       |
| Akiu-Linie             | Akiu Denki Tetsudō            | 1067                | 16,0          | 600 V =       | 1914 | 1961 |                                       |
| Ena-Bahnlinie          | Ena Tetsudō                   | 1067                | 04,8          | –             | 1953 | 1987 |                                       |
| Furukawa-Pferdebahn    |                               | 0737                | 10,2          | –             | 1900 | 1913 |                                       |
| Hakuhō-Linie           | Verkehrsministerium           | 1067                | 23,3          | –             | 1916 | 1944 |                                       |
| Hanamaki-Bahn          | Hanamaki Dentetsu             | 0762                | 26,0          | 600 V =       | 1913 | 1972 |                                       |
| Hanaoka-Linie          | DOWA Holdings                 | 1067                | 04,8          | –             | 1914 | 1985 |                                       |
| Hirota-Linie           | Tōkyō Dentō                   | 0762                | 04,8          | ?             | 1921 | 1926 |                                       |
| Iwaizumi-Linie         | JR East                       | 1067                | 38,4          | –             | 1942 | 2010 |                                       |
| Iwaki-Grubenbahn       | Joban Kosan Co.               | 0762                | 09,0          | –             | 1905 | 1944 |                                       |
| Iwaki-Kleinbahn        | Nippon Tetsudō Jigyō          | 0762                | 06,0          | –             | 1914 | 1929 |                                       |
| Iwakita-Kleinbahn      |                               |                     |               |               |      |      |                                       |
| Kakuda-Kleinbahn       | Kakuda Kidō                   | 0762                | 19,3          | –             | 1899 | 1930 |                                       |
| Kamaishi-Grubenbahn    | Nittetsu Mining Co.           | 0762                | 16,0          | –             | 1880 | 1950 |                                       |
| Kamaishi-Linie         | JR East                       | 1067                | 03,7          | –             | 1913 | 1943 | alte Streckenführung Hanamaki–Nitanai |
| Kawamata-Linie         | Japanische Staatsbahn         | 1067                | 12,2          | –             | 1926 | 1972 |                                       |
| Kesennuma-Linie        | JR East                       | 1067                | 57,3          | –             | 1977 | 2011 | Abschnitt Yanaizu–Kesennuma           |
| Kimokō-Kleinbahn       |                               |                     |               |               |      |      |                                       |
| Kinkazan-Kleinbahn     | Kinkazan Kidō                 | 0762                | 13,9          | –             | 1915 | 1940 |                                       |
| Kosaka-Linie           | Kosaka Seiren                 | 1067                | 22,3          | –             | 1908 | 2008 |                                       |
| Kurihara-Bahnlinie     | Kurihara Den’en Tetsudō       | 1067                | 25,7          | –             | 1921 | 2007 |                                       |
| Kuruishi-Linie         | Kōnan Tetsudō                 | 1067                | 06,2          | –             | 1912 | 1998 |                                       |
| Matsuo-Grubenbahn      | Matsuo Kōgyō                  | 1067                | 12,2          | 1500 V =      | 1934 | 1972 |                                       |
| Matsuyama-Bahn         | Matsuyama Jinsha Kidō         | 0610                | 02,5          | –             | 1922 | 1929 |                                       |
| Miharu-Pferdebahn      |                               | 0762                | 13,2          | –             | 1891 | 1914 |                                       |
| Mokudōsha-Linie        | Mokudōsha                     | 0610                | 10,0          | –             | 1882 | 1888 |                                       |
| Nakanishi-Linie        | Nakanishi Tokugorō Keiei Kidō |                     |               |               |      |      |                                       |
| Nakaso-Kleinbahn       |                               |                     |               |               |      |      |                                       |
| Nanbu-Bahn             | Nanbu Tetsudō                 | 1067                | 12,3          | –             | 1929 | 1968 |                                       |
| Nanbu-Jūkan-Bahnlinie  | Nanbu Jūkan                   | 1067                | 20,9          | –             | 1962 | 2002 |                                       |
| Nibetsu-Waldbahn       | Staatliche Forstbehörde       | 0762                | 38,5          | –             | 1909 | 1968 | nur Güterverkehr                      |
| Nichichū-Linie         | Japanische Staatsbahn         | 1067                | 11,6          | –             | 1938 | 1984 |                                       |
| Numajiri-Bahn          | Bandai Kyūkō Dentetsu         | 1067                | 15,6          | –             | 1913 | 1969 |                                       |
| Obanazawa-Linie        | Yamakō                        | 1067                | 11,4          | 600 V =       | 1926 | 1970 |                                       |
| Ogachi-Linie           | Ugo Kōtsū                     | 1067                | 11,7          | –             | 1928 | 1973 |                                       |
| Ōhata-Linie            | Shimokita Kōtsū               | 1067                | 18,0          | –             | 1939 | 2001 |                                       |
| Onahama-Futō-Linie     | Fukushima Rinkai Tetsudō      | 1067                | 05,4          | –             | 1970 | 2001 |                                       |
| Ōshō-Linie             | Ugo Kōtsū                     | 1067                | 38,2          | –             | 1918 | 1971 |                                       |
| Ōtera-Linie            | Tōkyō Dentō                   | 0762                | 05,5          | ?             | 1918 | 1926 |                                       |
| Rinkō-Linie            | Aomori Rinkai Tetsudō         | 1067                |               | –             |      |      | nur Güterverkehr                      |
| Sanzan-Linie           | Yamakō                        | 1067                | 02,6          | –             | 1926 | 1974 |                                       |
| Sendai-Bahnlinie       | Sendai Tetsudō                | 0762                | 43,9          | –             | 1922 | 1960 |                                       |
| Sennan-Onsen-Kleinbahn | Sennen Onsen Kidō             | 0762                | 16,6          | –             | 1912 | 1937 |                                       |
| Shiogama-Linie         | JR Freight                    | 1067                | 04,9          | –             | 1887 | 1997 | nur Güterverkehr                      |
| Straßenbahn Akita      | Verkehrsamt der Stadt Akita   | 1067                | 07,7          | 600 V =       | 1889 | 1966 |                                       |
| Straßenbahn Fukushima  | Fukushima Kōtsū               | 1067                | 31,5          | 750 V =       | 1908 | 1971 |                                       |
| Straßenbahn Matsushima | Matsushima Densha             | 1067                | 03,8          | 550 V =       | 1922 | 1938 |                                       |
| Straßenbahn Sendai     | Verkehrsamt der Stadt Sendai  | 1067                | 16,0          | 600 V =       | 1926 | 1976 |                                       |
| Takahata-Linie         | Yamakō                        | 1067                | 10,6          | 600 V =       | 1922 | 1974 |                                       |
| Tanabe-Güterkleinbahn  | Tanabe Unyu Kidō              | 0762                | 04,0          | –             | 1929 | 1941 | nur Güterverkehr                      |
| Toyone-Linie           | Senpoku Tetsudō               | 0762                | 28,6          | –             | 1921 | 1968 |                                       |
| Towada-Kankō-Bahnlinie | Towada Kankō Dentetsu         | 1067                | 14,7          | 1500 V =      | 1922 | 2012 |                                       |
| Toyokawa-Grubenbahn    | Toyokawa Tankō Basha Tetsudō  | 0762                |               | –             | 1883 | 1884 |                                       |
| Tsugaru-Waldbahn       | Staatliche Forstbehörde       | 0762                | 86,2          | –             | 1909 | 1970 | nur Güterverkehr                      |
| Tsukidate-Linie        | Senpoku Tetsudō               | 0762                | 12,6          | –             | 1923 | 1950 |                                       |
| Waga-Kleinbahn         |                               |                     |               |               |      |      |                                       |
| Yachi-Kleinbahn        | Yachi Kidō                    | 0762                | 05,6          | –             | 1916 | 1935 |                                       |
| Yoshima-Kleinbahn      | Yoshima Kidō                  | 0762                | 04,7          | –             | 1921 | 1927 |                                       |
| Yoshima-Linie          | Yoshima Tankō Tetsudō         | 1067                | 05,7          | –             | 1905 | 1969 |                                       |
| Yunohama-Linie         | Shonai Kōtsū                  | 1067                | 12,3          | 600 V =       | 1929 | 1975 |                                       |
| Zōtō-Kleinbahn         | Zōtō Kidō                     | 0762                | 05,9          | –             | 1926 | 1939 |                                       |